# Cabazon
Cabazon es un lugar designado por el censo ubicado en el condado de Riverside en el estado estadounidense de California. En el año 2000 tenía una población de 2.229 habitantes y una densidad poblacional de 216.4 personas por km². Es donde se encuentra Novac, una de las localidades más emblemáticas del videojuego de Obsidian Entertainment Fallout: New Vegas, ambientado en el Desierto de Mojave.

## Geografía
Cabazon se encuentra ubicado en las coordenadas 33°54′33″N 116°45′59″O / 33.90917, -116.76639. Según la Oficina del Censo, la ciudad tiene un área total de 10,3 km² (4 mi²), de la cual 10,2 km² (3,9 mi²) es tierra y 0,1 km² (0 mi²) 0.75% es agua.

## Demografía
Los ingresos medios por hogar en la localidad eran de $20,598, y los ingresos medios por familia eran $24,583. Los hombres tenían unos ingresos medios de $29,236 frente a los $19,444 para las mujeres. La renta per cápita para la localidad era de $9,068. Alrededor del 32.3% de la población estaban por debajo del umbral de pobreza.